# Querocoto (distrito)
Querocoto é um distrito do Peru, departamento de Cajamarca, localizada na província de Chota.

## Transporte
O distrito de Querocoto não é servido pelo sistema de estradas terrestres do Peru.